# Knabenturnier
Das Knabenturnier ist ein Hallenfußballturnier für D-Junioren, das alljährlich im Januar in Neubrandenburg ausgetragen wird und sich über die Jahre zum größten und angesehensten deutschen U13-Hallenturnier entwickelt hat. Seinen Ursprung hatte das Turnier 1966 in Neustrelitz, bevor es sich seit 1970 im rund 30 Kilometer entfernten Neubrandenburg etabliert hat. Dort wurde es zunächst in der Stadthalle ausgetragen und findet seit 1997 im Jahnsportforum statt, in dem bis zu 3200 Zuschauer Platz finden. An der regelmäßig ausverkauften Fußballveranstaltung nehmen Vereine aus allen Regionen Deutschlands sowie einzelne Mannschaften aus dem Ausland teil: u. a. die D-Jugend-Spieler deutscher Top-Clubs (besonders seit den 1990er-Jahren) und die Heimmannschaft 1. FC Neubrandenburg 04. Organisiert wird das Knabenturnier von der Sportredaktion der in Neubrandenburg ansässigen Regionalzeitung Nordkurier. Zahlreiche heutige Fußballprofis und Nationalspieler hatten als Jugendliche am Turnier teilgenommen.

## Die Sieger seit 1966
Rekordsieger sind der BFC Dynamo, Post Neubrandenburg und Borussia Dortmund mit je sechs Titeln.
- 1966 TSC Berlin
- 1967 BFC Dynamo
- 1968 TSG Wismar
- 1969 1. FC Union Berlin
- 1970 BFC Dynamo
- 1971 Dynamo Dresden
- 1972 BFC Dynamo
- 1973 BFC Dynamo
- 1974 BFC Dynamo
- 1975 Dynamo Dresden
- 1976 FC Rot-Weiß Erfurt
- 1977 Dynamo Dresden
- 1978 Hansa Rostock
- 1979 ausgefallen[1]
- 1980 1. FC Magdeburg
- 1981 Dynamo Dresden
- 1982 Post Neubrandenburg
- 1983 HFC Chemie
- 1984 Post Neubrandenburg
- 1985 1. FC Union Berlin
- 1986 BFC Dynamo
- 1987 Dynamo Dresden
- 1988 Dynamo Pasewalk
- 1989 Dynamo Schwerin
- 1990 HFC Chemie
- 1991 Post Neubrandenburg
- 1992 Post Neubrandenburg
- 1993 Hansa Rostock
- 1994 FC Neubrandenburg
- 1995 Borussia Dortmund
- 1996 FC Neubrandenburg
- 1997 FC Bayern München
- 1998 Borussia Dortmund
- 1999 FC Bayern München
- 2000 1. FC Kaiserslautern
- 2001 VfB Stuttgart
- 2002 Bayer 04 Leverkusen
- 2003 Hansa Rostock
- 2004 Hertha BSC
- 2005 Hansa Rostock
- 2006 Borussia Dortmund
- 2007 Bayer 04 Leverkusen
- 2008 VfB Stuttgart
- 2009 Hertha BSC
- 2010 Borussia Dortmund
- 2011 VfB Stuttgart
- 2012 Bayer 04 Leverkusen
- 2013 VfB Stuttgart
- 2014 SV Werder Bremen
- 2015 TSG 1899 Hoffenheim
- 2016 TSG 1899 Hoffenheim
- 2017 SV Werder Bremen
- 2018 Borussia Dortmund
- 2019 RB Leipzig
- 2020 Bayer 04 Leverkusen
- 2021 ausgefallen[2]
- 2022 ausgefallen[3]
- 2023 Hamburger SV
- 2024 1. FC Union Berlin
- 2025 Borussia Dortmund